# يفغيني زفيريف
يفغيني زفيريف هو لاعب كرة قدم روسي في مركز الوسط، ولد في 12 مارس 1992 في أومسك في روسيا ، لعب مع كريليا سوفيتوف سامارا.